# Pipiscius zangerli
Pipiscius zangerli — викопний вид круглоротих риб ряду міногоподібних. Існував у пізньому карбоні (приблизно 310 млн років тому). Викопні рештки риби знайдені у відкладеннях формації Мейзон-Крік у штаті Іллінойс (США).